# Петропавловский маяк
Мая́к Петропа́вловский (Дальний, Вауа) — маяк первого класса, старейший на Дальнем Востоке, построен в 1738–1740 годах. Обеспечивает безопасность судоходства у ворот Авачинской бухты. Он расположен в двенадцати километрах от Петропавловск-Камчатского на мысе Маячный — ключевой точки Авачинской губы, в которую заходят корабли из Тихого океана. Мыс получил свое название еще в XIX веке, поскольку в этом месте зажигали сигнальные костры, указывающие морякам вход в бухту.

## История
Самое первое упоминание о наличии на мысу сигнального огня датируется 1740 годом в документах Великой Северной экспедиции офицера русского флота Витуса Беринга. Так на первой подробной карте Авачинской губы штурман И.Ф. Елагин поместил надпись: «Маяк, на котором жгут огонь в ночное время». На плане Авачинской губы 1741 года маяк уже отмечен рисунком в виде башни. Однако, первый световой маяк представлял собой бревенчатый сруб треугольной в плане формы с прорубленными в сторону моря окнами. Небольшой деревянный дом имел флагшток на крыше. С наступлением темноты в срубе жгли дрова, облитые жиром, тем самым указывая мореплавателям местоположение входа в Авачинскую губу.
Интерес к совершенствованию навигации значительно возрос с основанием в 1799 году Российско-американской компании — торгового и промышленного объединения, находящегося под покровительством правительства. Сенатом было признано важное значение Петропавловска для России, и только спустя несколько десятилетий взамен старой расположенной здесь деревянной конструкции здесь был сооружен так называемый дом с флагштоком, в котором располагалась маячная команда и так же подавала сигналы разведением костра. В XVIII и начале XIX в. маяк перестраивали и называли Дальним.
Следующий маяк из лиственницы в виде башни начал свою работу 1 июля 1850 года. Именно эту дату современные дальневосточные маячники считают датой основания Петропавловского маяка. Первый смотритель маяка — прапорщик Губарев — отличился при обороне Петропавловска. 17 августа 1854 года унтер-офицер Яблоков подал первый сигнал о приближении англо-французской эскадры к городу.

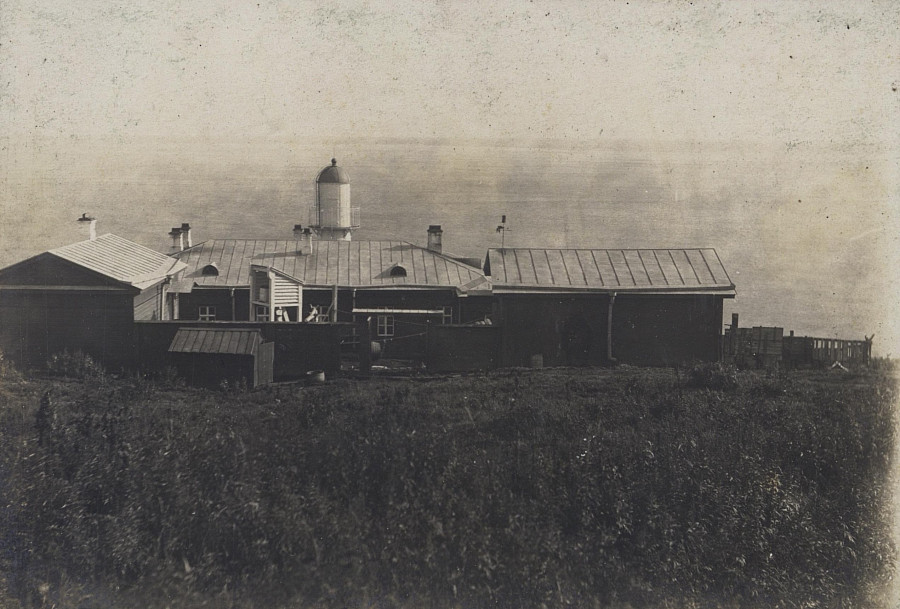
Петропавловский маяк
Фото начала XX веека

Будучи объектом морской навигации Петропавловский маяк видел и эпизоды военной истории. В августе 1854 года во время Восточной войны, при нападении англо-французской эскадры на Петропавловский порт члены команды маяка первыми увидели приближающиеся корабли противника и сообщили об этом условным сигналом защитникам порта. Кроме того, команда маяка обстреляла корабли неприятеля. Быстрые и решительные действия команды оказали значительное влияние на исход сражения — враг был разбит и отступил.
Еще один интересный эпизод имел место во время Русско-японской войны. 30 июля 1905 года в Авачинскую губу вошел японский крейсер и обстрелял город. Под руководством смотрителя маяка И. И. Лосева на маяке был разобран фонарь, горелки были сняты и тщательно упакованы в ящики, всё оборудование было закопано неподалеку от маяка. Сделано это было вовремя, так как японцы, добравшись до маяка, уничтожили документы и порезали маячных быков. Благодаря предусмотрительности маячной команды световое оборудование маяка было спасено.

## Эволюция характеристик

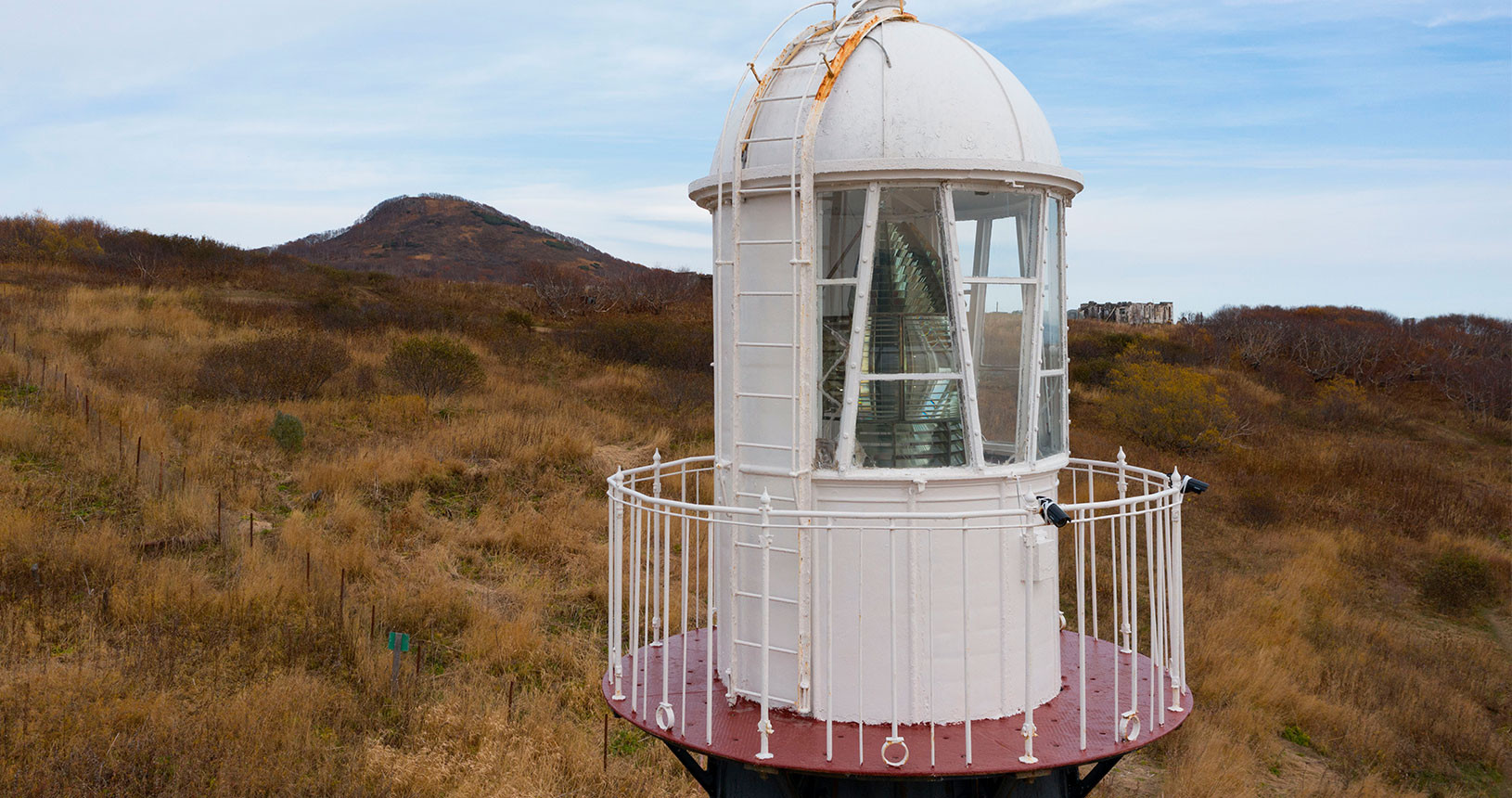
Фонарь маяка Петропавловского
Фото: Центр современной истории для РГО

На маяке 1850 года источником света служили размещённые в фонарной будке на башне 9 фитильных ламп с рефлекторами, которые были доставлены из Санкт-Петербурга стараниями начальника Камчатки Капитаном Машиным. Строитель маяка — военный инженер Константин Леопольд, который в XIX веке успешно строил маяки на Черноморском, Азовском и Тихоокеанском побережье России.
К 1886 году деревянный маяк был признан обветшалым и было начато строительство новой восьмигранной деревянной башни. В 1896 году поставили передовую для своего времени маячную башню из чугунных блоков высотой 12 метров. Само строительство было поистине удивительным так как материалы и сами строители маяка происходили из разных стран. Так, материал для строительства в значительной части был закуплен в Сан-Франциско, а при строительстве фундамента использовался японский цемент. В число рабочих входили русские, китайцы, корейцы, японцы. Светооптический френелевый аппарат с керосинокалильной установкой был доставлен из Франции и собран вместе с башней. Маяк начал действовать 1 июня 1897 года. Именно с этой башни и сегодня подаются световые сигналы.
За всю историю своего существования маяк стремительно совершенствовался — оборудование на нем обновлялось в считанные десятилетия, неизменным остался только главный оптический прибор маяка. Многократно менялось звуковое оснащение маяка, предназначенное для использования в тумане. Так, еще во времена использования деревянной башни для подачи звуковых сигналов использовалась пушка. В 1893 году маяк был оснащен колоколом, а в 1965 году вместо колокола был установлен наутофон. После установки наутофона колокол был передан в дар краеведческому музею в связи с 225-летием города Петропавловска-Камчатского.
XX век обернулся большими переменами в световом, звуковом и в радио-оснащении маяка. В 1937 году на маяке были смонтированы первый на Дальнем Востоке радиомаяк и паровая сирена. Последняя капитальная реконструкция маяка была произведена в 1966-1968 годах. Тогда здесь было построено маячно-техническое здание светового маяка, а керосиновое освещение линзы было заменено на электрическое, а все служебные постройки были возведены из камня. Старая чугунная башня была сохранена, её окрасили в белые и черные горизонтальные полосы. 
На территории было также возведено здание радиомаяка, с автономной дизельной радиостанцией, жилой восьмиквартирный дом с водопроводом, баня, гараж, овощехранилище и насосная станция. В конце 1970-х годов на маяке была развернута ведущая станция мобильной радионавигационной системы «Марс-75». Зона обеспечения навигационной безопасности плавания Петропавловского маяка увеличилась за пределы визуальной видимости до 600 миль.

## Галерея

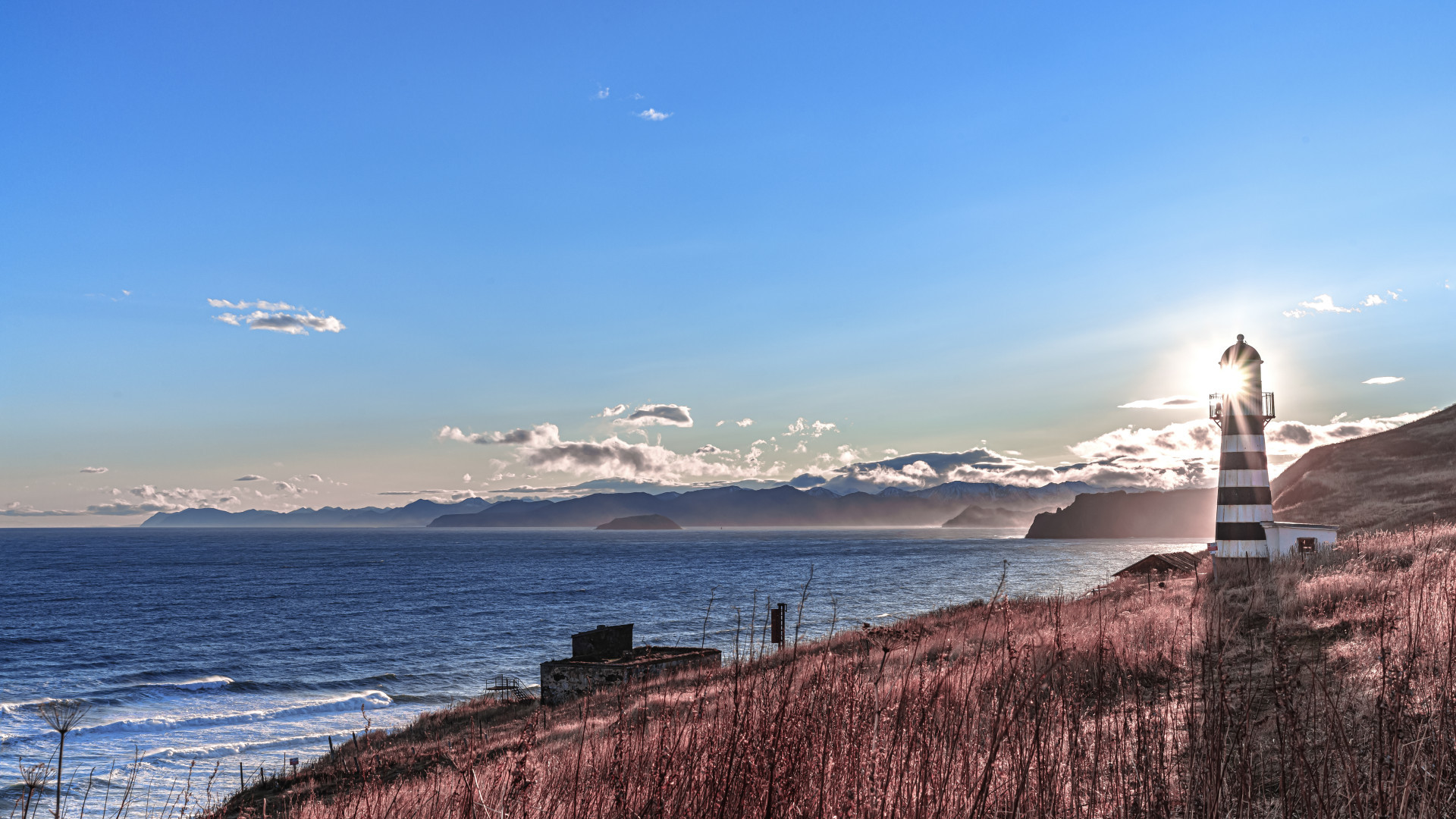
Солнце. Фото: РГО, Денис Давыдов
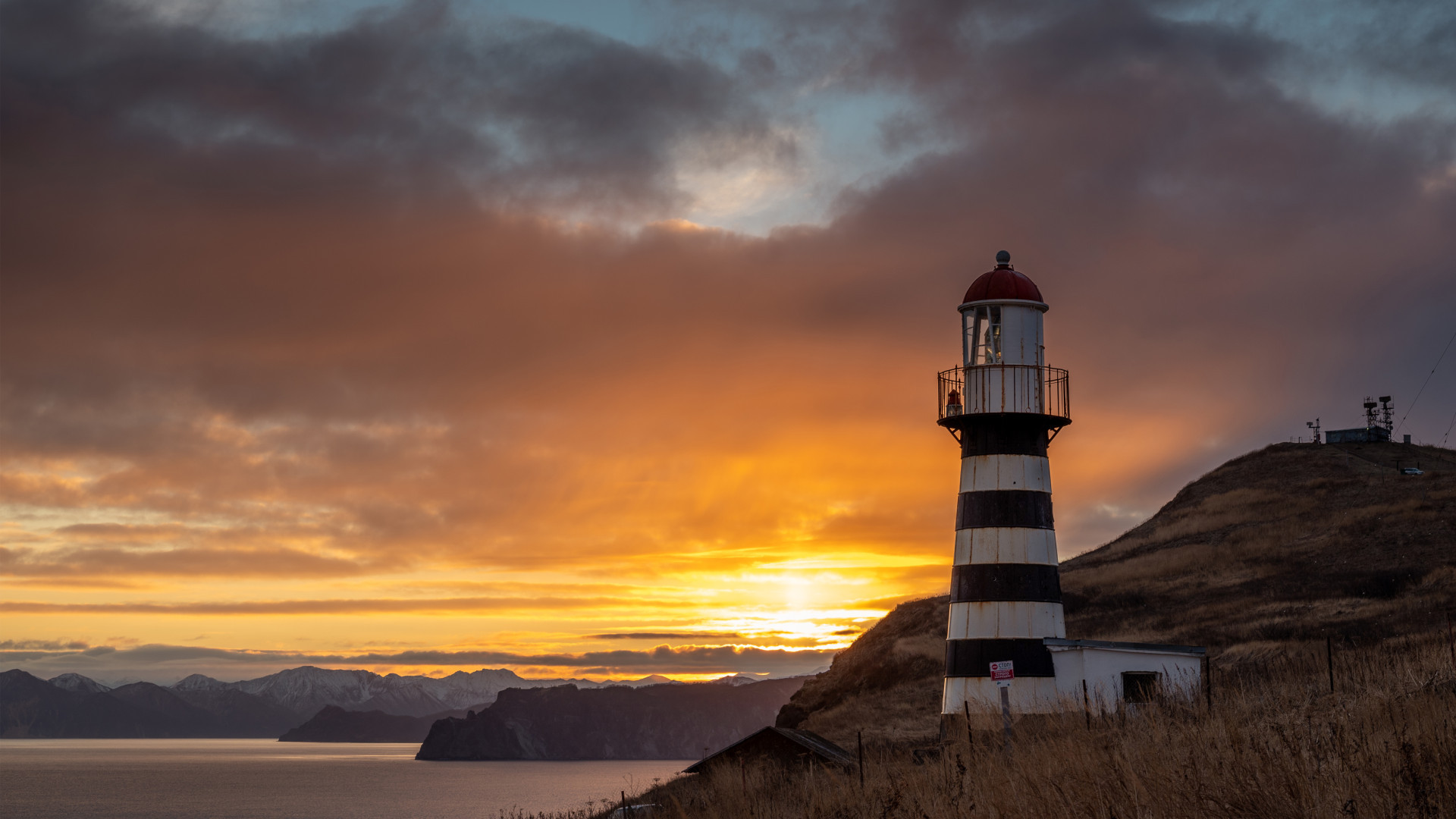
Закат. Фото: РГО, Оксана Орлова
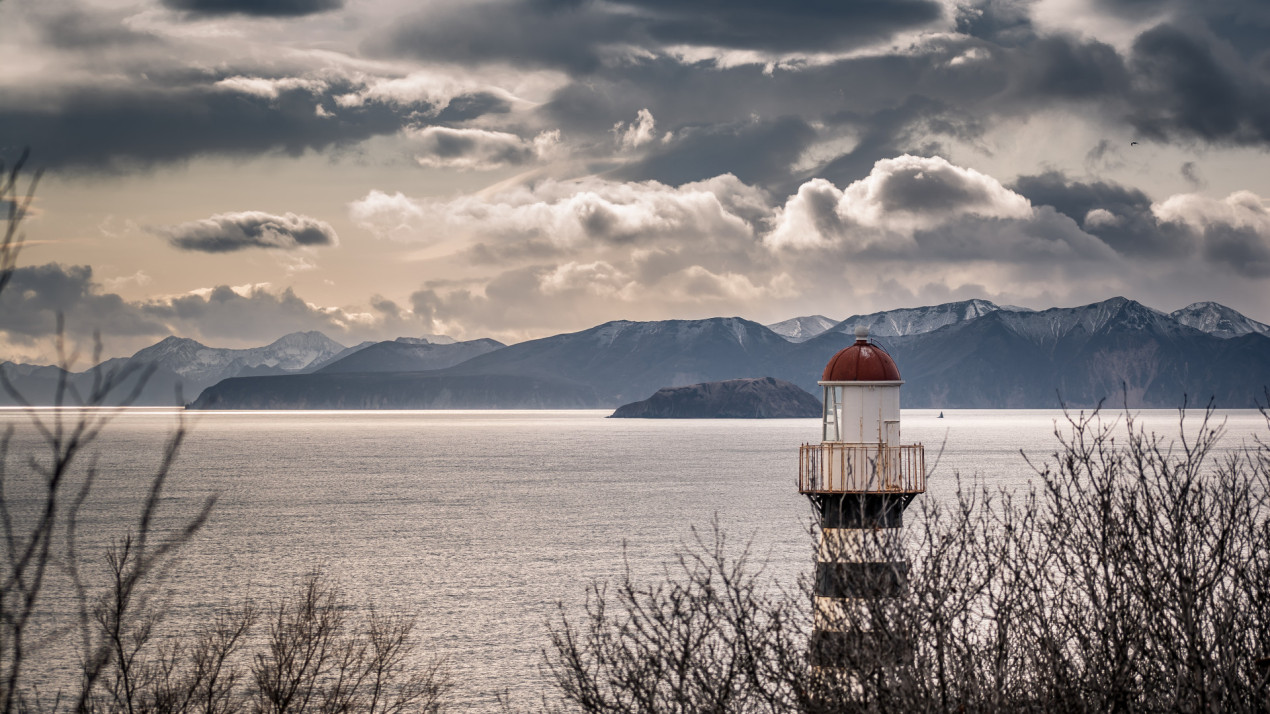
В ненастье. Фото: РГО, Оксана Орлова

## Современная характеристика

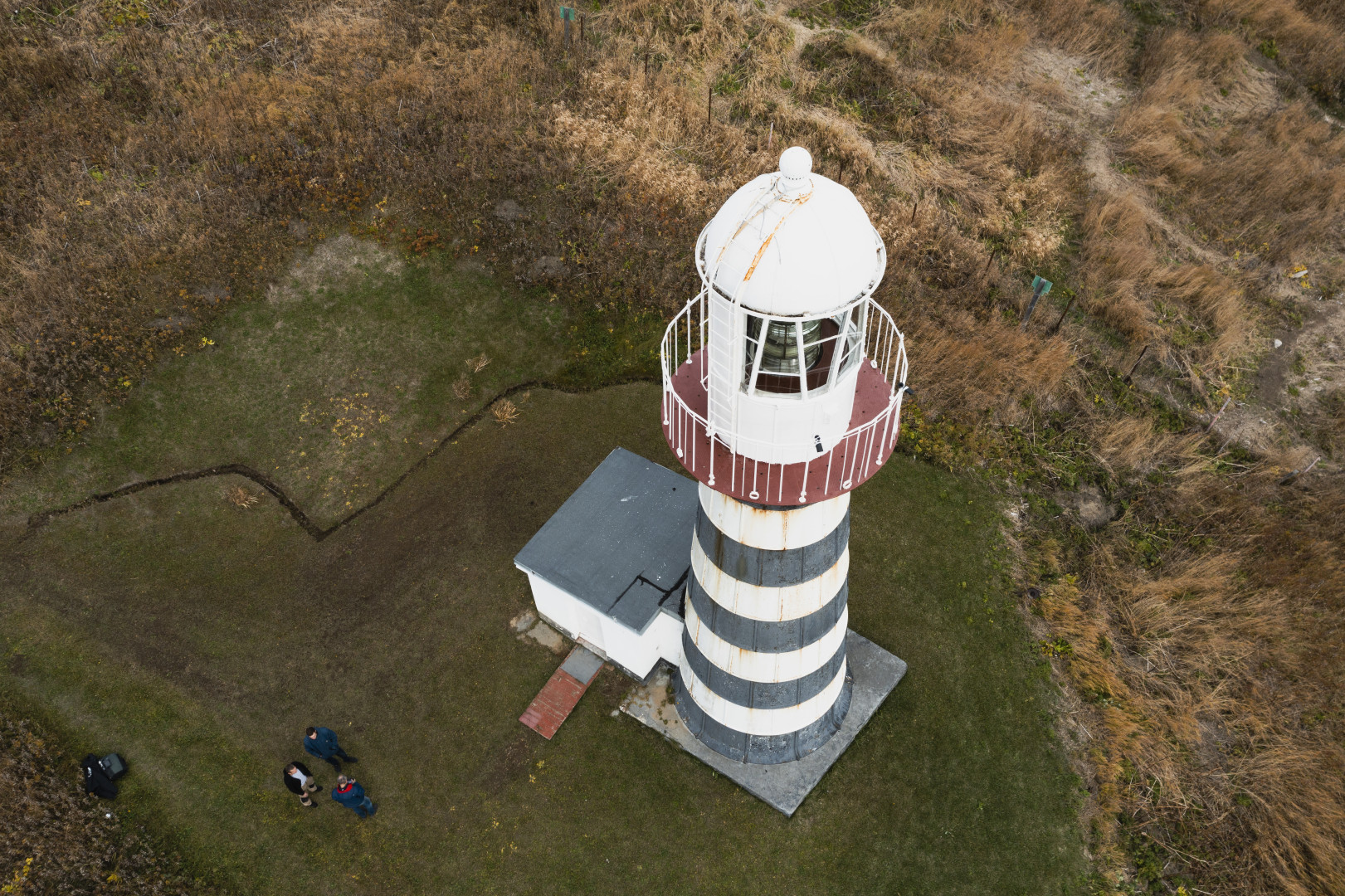
Вид сверху маяка Петропавловского
Фото: Центр современной истории для РГО

В белой башне с черными горизонтальными полосами на высоте 137 м от уровня моря установлен светооптический электрический аппарат с затмевающимся огнём белого света Зтм7с25МТ(г)РМк или англ. Oc.W.7s lt. 5s, ec. 2s., что обеспечивает дальность видимости света 35 км. Видимость: 240°-048°. Маяк вооружён круговым радиомаяком с дальностью действия 175 км, наутофоном, станцией радионавигационной системы и радиолокационным маяком-ответчиком. 
В XXI веке произошел новый этап модернизации маяка — на нем установили контрольно-корректирующую станцию глобальной спутниковой навигационной системы ГЛОНАСС. Точность плавания кораблей и судов в Авачинском заливе значительно повысилась и теперь не превышает несколько метров. Башня расположена на высоте 81 м над уровнем моря, общая высота огня — 94 метра. Сама чугунная конструкция башни высотой 13,8 м.
Резервный огонь Мыса Маячного — 9 миль (англ. Mys Mayachnyy Reserve light Light Station). Имеется радиомаяк (англ. Mys Mayachnyy Light Station) с периодом 360 секунд (60 c и 300 с). Позывной радиомаяка — буквы Mо файле Ya (Я) ▄▄▄▄▄▄▄▄▄▄▄▄▄▄▄▄▄▄▄▄▄▄▄▄.
Смотритель (начальник) маяка на 2023 год — Евгений Степанович Бакун. Техник маяка — Нонна Бакун.

## В искусстве

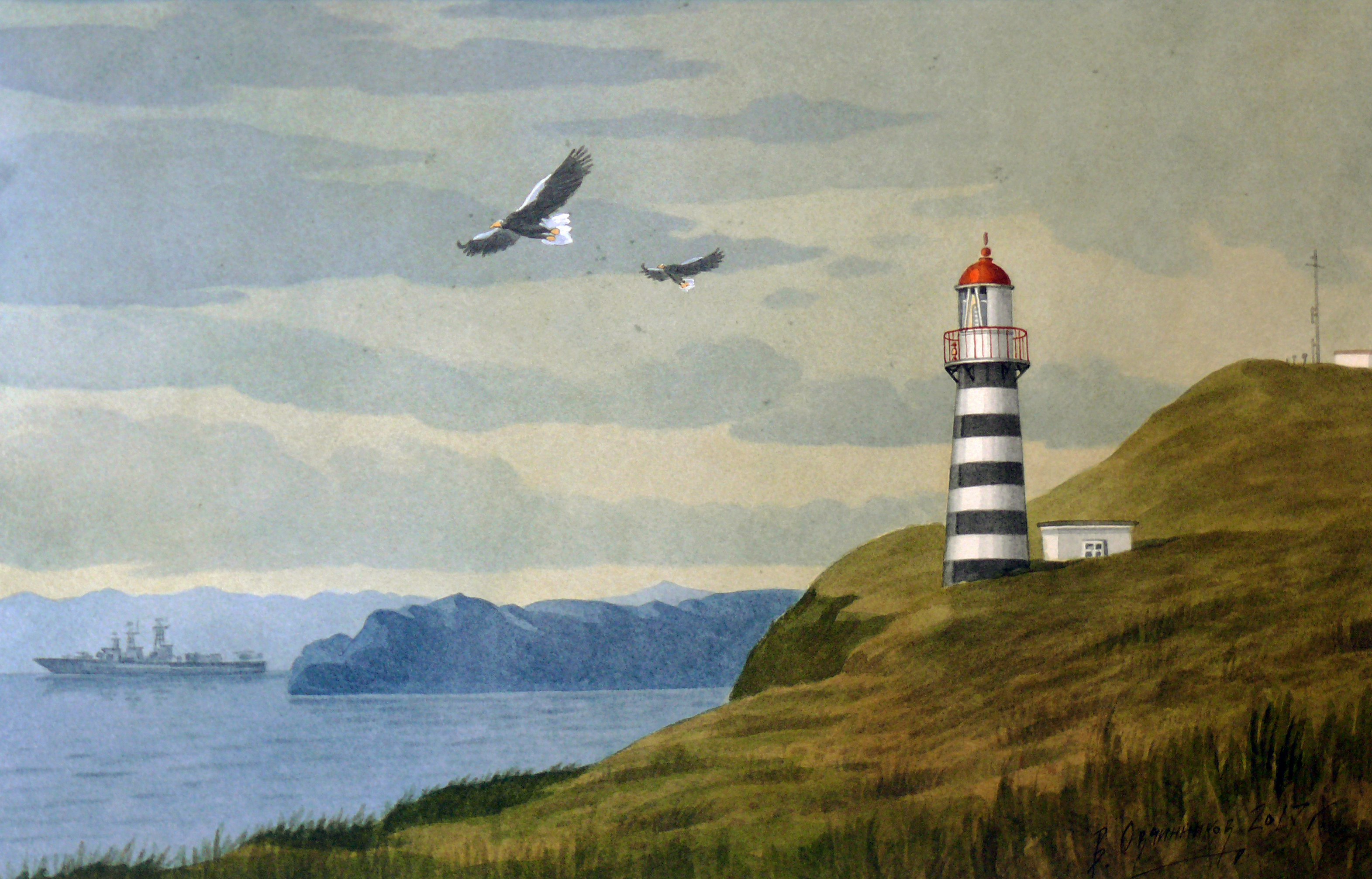
«Маяк Петропавловский (Вауа, Дальний) на мысе Маячный»
Картина В. И. Овчинникова

О Петропавловском маяке было снято несколько документальных роликов и фильм компании «Коллектив».